# Coalizione di centro-destra alle elezioni politiche in Italia del 2022
La coalizione di centro-destra alle elezioni politiche in Italia del 2022 riunisce varie forze dell'area populista di destra, sovranista e nazional-conservatrice dello spettro politico italiano, comprendendo quattro principali formazioni politiche:
- Fratelli d'Italia di Giorgia Meloni;
- Lega - Salvini Premier di Matteo Salvini;
- Forza Italia di Silvio Berlusconi;
- Noi moderati di Maurizio Lupi.

La coalizione non aveva espresso ufficialmente un leader unitario prima delle elezioni, avendo concordato che questi fosse espressione del partito con il maggior numero di voti; il leader emerso alla luce dei risultati elettorali è stata Giorgia Meloni.
La coalizione in seguito alla vittoria alle elezioni sostiene il governo Meloni.

## Storia
Il 14 luglio 2022 il Movimento 5 Stelle ha deciso di non votare la fiducia al governo Draghi sul DL Aiuti, in polemica con la scelta dell'esecutivo di inserire nella norma il finanziamento del termovalorizzatore di Roma. Il Presidente del Consiglio Mario Draghi, constatato il venir meno del patto di fiducia tra le forze politiche che avevano sostenuto il governo di unità nazionale, ha rassegnato le dimissioni nelle mani del Presidente della Repubblica Sergio Mattarella, che le ha respinte, rinviando Draghi alle Camere.
Il 20 luglio, al Senato della Repubblica, in seguito alle comunicazioni del Presidente del Consiglio, il governo ha deciso di porre la fiducia sulla mozione presentata da Pier Ferdinando Casini, che chiedeva di proseguire secondo le indicazioni di Draghi. Il Movimento 5 Stelle, tuttavia, ha deciso ancora di non partecipare al voto, ritenendo di non aver ottenuto le risposte chieste al Premier nelle sue comunicazioni. Scelta analoga è stata presa dalle forze del centrodestra partecipanti al governo, ovvero Lega, Forza Italia, Noi con l'Italia e Unione di Centro. Visti gli esiti del voto di fiducia, il Presidente del Consiglio ha confermato le proprie dimissioni nelle mani del Presidente della Repubblica, il quale ha sciolto le camere e indetto nuove elezioni il 25 settembre 2022.
Di conseguenza le forze del centrodestra si sono riunite, comprendendo anche Fratelli d'Italia (che fino a quel momento era stata all'opposizione) e Coraggio Italia e Italia al Centro (che invece avevano votato fino all'ultimo la fiducia al governo Draghi). Il 27 luglio le forze della coalizione hanno trovato l'accordo per correre insieme alle elezioni, accordandosi sulla spartizione dei collegi uninominali e, in caso di vittoria, sul metodo di scelta del prossimo Presidente del Consiglio: come nel caso della precedente tornata elettorale, il capo della coalizione e candidato alla Presidenza del Consiglio sarebbe stato il leader del partito che avrebbe raccolto più voti.

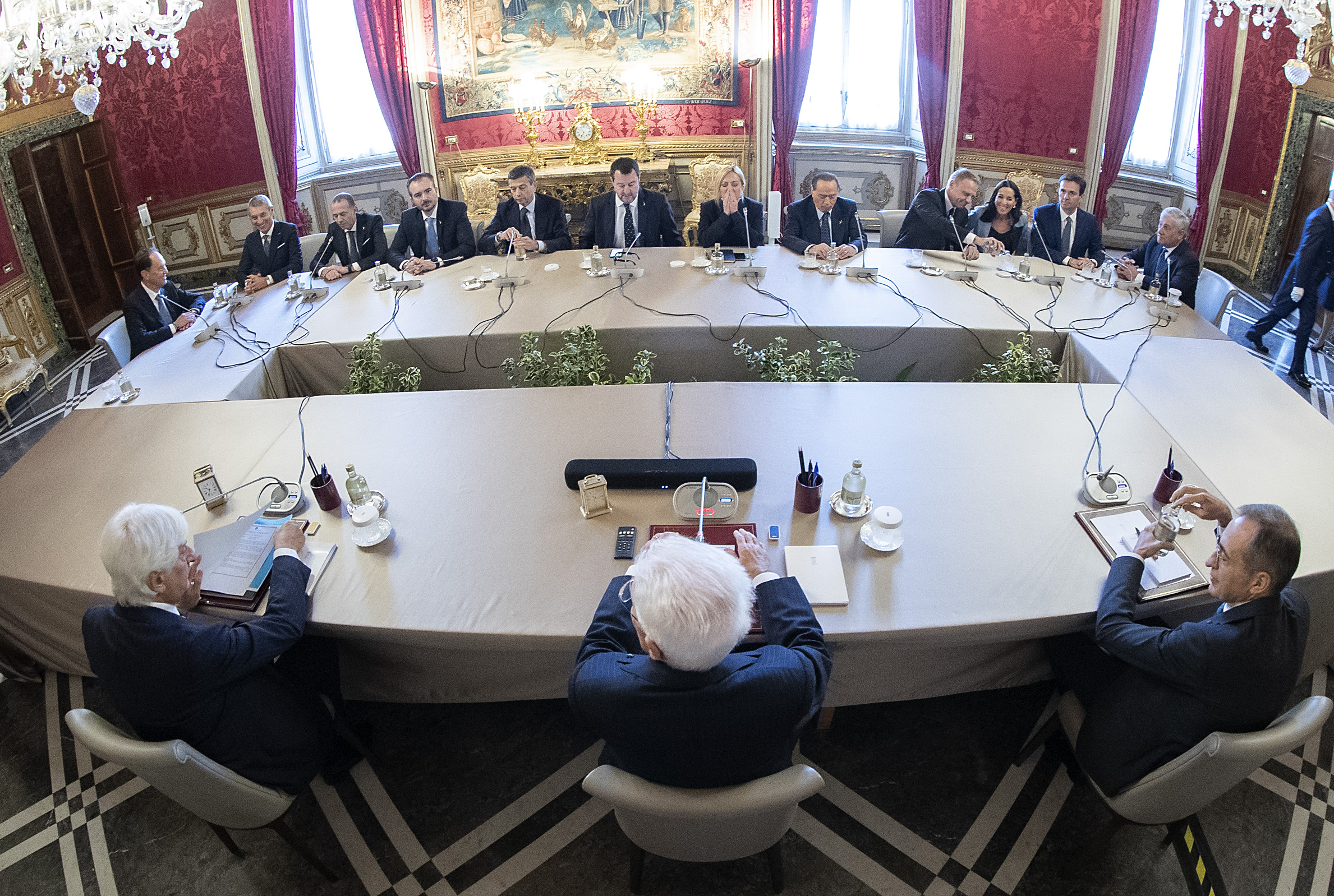
Il Presidente della Repubblica incontra i rappresentanti parlamentari dei partiti della coalizione di centro-destra durante le consultazioni

Alle elezioni la coalizione vince con il 43,79% alla Camera e con il 44,02% al Senato. Il leader della coalizione risulta essere Giorgia Meloni di Fratelli d'Italia, con il 26% dei consensi. In conseguenza di ciò, dopo le consultazioni presso il Palazzo del Quirinale svolte dal Presidente della Repubblica, Meloni viene incaricata di formare un governo, accettando senza riserva.

## Programma
Il programma del centro-destra si articola in 15 punti principali che comprendono una maggiore integrazione europea, rispetto degli impegni assunti nella NATO, revisione del PNRR, ammodernamento delle infrastrutture e costruzione di grandi opere, riforme delle istituzioni italiane in chiave presidenziale e federale, riduzione della pressione fiscale, estensione della flat tax per le partite IVA fino ai 100.000 euro, piano di sostegno alla natalità, contrasto dell'immigrazione illegale tramite nuovi decreti sicurezza, lotta alla mafia, al terrorismo e al fondamentalismo islamico, tutela della salute, taglio del cuneo fiscale, incentivi all'imprenditoria femminile e giovanile, innalzamento delle pensioni minime sociali e di invalidità, protezione e promozione del Made in Italy, del turismo e dell'agricoltura, salvaguardia dell'ambiente e transizione ecologica, allineamento ai parametri europei per gli investimenti in ricerca, revisione del percorso scolastico, promozione dello sport, introduzione del buono interrail e supporto agli enti del terzo settore.

## Composizione

### Partiti principali
La coalizione è composta dalle seguenti liste:
| Partiti | Partiti                      | Ideologia                                                   | Collocazione                                                | Leader                                                      |
| ------- | ---------------------------- | ----------------------------------------------------------- | ----------------------------------------------------------- | ----------------------------------------------------------- |
|         | Fratelli d'Italia (FdI)      | Conservatorismo nazionale                                   | Destra/Destra radicale                                      | Giorgia Meloni                                              |
|         | Lega - Salvini Premier (LSP) | Populismo di destra                                         | Destra/Estrema destra                                       | Matteo Salvini                                              |
|         | Forza Italia (FI)            | Conservatorismo liberale                                    | Centro-destra                                               | Silvio Berlusconi                                           |
|         | Noi moderati (NM)            | Liberalismo conservatore, cristianesimo democratico         | Centro/Centro-destra                                        | Maurizio Lupi                                               |
|         | Salvini-Berlusconi-Meloni    | Lista unitaria esclusivamente per la circoscrizione Estero. | Lista unitaria esclusivamente per la circoscrizione Estero. | Lista unitaria esclusivamente per la circoscrizione Estero. |

### Partiti non presenti sulla scheda elettorale
- Alternativa popolare (fino al 20 gennaio 2025)
- Verde è Popolare (in FdI);
- Partito Valore Umano (in FdI);
- #DiventeràBellissima (in FdI);
- Partito Sardo d'Azione (nella Lega);
- Destra Liberale Italiana (nella Lega);
- Associazione Fassa (nella Lega);
- Nuovo PSI (in FI);
- Movimento Animalista (in FI);
- Noi con l'Italia (in NM);
- Italia al Centro[12] (in NM);
- Coraggio Italia (in NM);
- Unione di Centro (in NM);
- Rinascimento (in NM);
- Cantiere Popolare (in NM);
- Italia dei Valori (in NM);[13]
- Autonomia Responsabile (in NM);
- Liguria Popolare (in NM);
- Partito degli Europei e Liberali (in NM);
- Sardegna 20Venti (in NM).

## Risultati elettorali
| Elezione       | Elezione | Voti       | %    | Seggi     | Posizione   |
| -------------- | -------- | ---------- | ---- | --------- | ----------- |
| Politiche 2022 | Camera   | 12 300 244 | 43,8 | 237 / 400 | Maggioranza |
| Politiche 2022 | Senato   | 12 129 547 | 44,0 | 115 / 200 | Maggioranza |